# Moiporá
Moiporá es un municipio brasilero del estado de Goiás. Su población estimada en 2004 era de 1.904 habitantes. 